# Banon, Alpes-de-Haute-Provence
Banon är en kommun i departementet Alpes-de-Haute-Provence i regionen Provence-Alpes-Cote d'Azur i sydöstra Frankrike. Kommunen ligger  i kantonen Banon som ligger i arrondissementet Forcalquier. År 2022 hade Banon 1 070 invånare.

## Befolkningsutveckling
Antalet invånare i kommunen Banon
Referens: INSEE